# هنر مادوبانی
هنر مادوبانی (انگلیسی: Madhubani art) که هنر میتهیلا هم نامیده می‌شود، یک سبک نقاشی سنتی است در منطقه میتهیلا (به ویژه در شهرستان مادوبانی و اطراف آن) در ایالت بیهار هند. این سبک نقاشی سنتی طولانی دارد: به گفته برخی، قدمت این هنر به زمان رامایانا می‌رسد.
عمدتاً زنان هستند که صحنه‌های نگاره‌های مادوبانی را نقاشی می‌کنند. در گذشته فقط در جشن‌ها، مراسم مذهبی و اجتماعی (تولد، ازدواج) روی دیوارهای کلبه نقاشی می‌کردند. امروزه روی تکه‌های پارچه، کاغذ و بوم نیز نقاشی می‌کنند. نقاشی‌ها دارای نقوش مذهبی (هندو) (خدایان مانند کریشنا، لاکشمی، هانومان یا کالی)، رویدادهای اجتماعی مانند ازدواج یا موضوعاتی از طبیعت (خورشید، ببرها) هستند. نقاشی خدایان معنای مراقبه‌ای دارد و روشی است برای «تماس» با خدا که باید به تصویر کشیده شود. نقاشان از رنگ‌های گیاهی استفاده می‌کنند. اجراها فضای سفید ندارند: هر فضای خالی پر از گل، حیوانات یا اشکال هندسی است.
هنر مادوبانی دارای پنج زیرسبک متمایز است: بهارنی، کاچینی، تانتریک، گودنا و کوهبار. در دهه ۱۹۶۰ سبک‌های بهارنی و تانتریک عمدتاً توسط زنان برهمن انجام می‌شد که در هند و نپال از زنان طبقه بالایی هستند. مضامین آنها عمدتاً مذهبی بود و نقاشی‌های خدایان و الهه‌ها را به تصویر می‌کشید. افراد طبقات پایین، جنبه‌هایی از زندگی روزمره و نمادها، داستان راجه شِیلِش (نگهبان دهکده) و خیلی چیزهای دیگر را در نقاشی‌های خود گنجانده‌اند. امروزه هنر مادوبانی به یک هنر جهانی شده تبدیل شده‌است، بنابراین هیچ تفاوتی در کار بر اساس نظام کاستی وجود ندارد. آنها در هر پنج زیرسبک کار می‌کنند. 

## نگارخانه

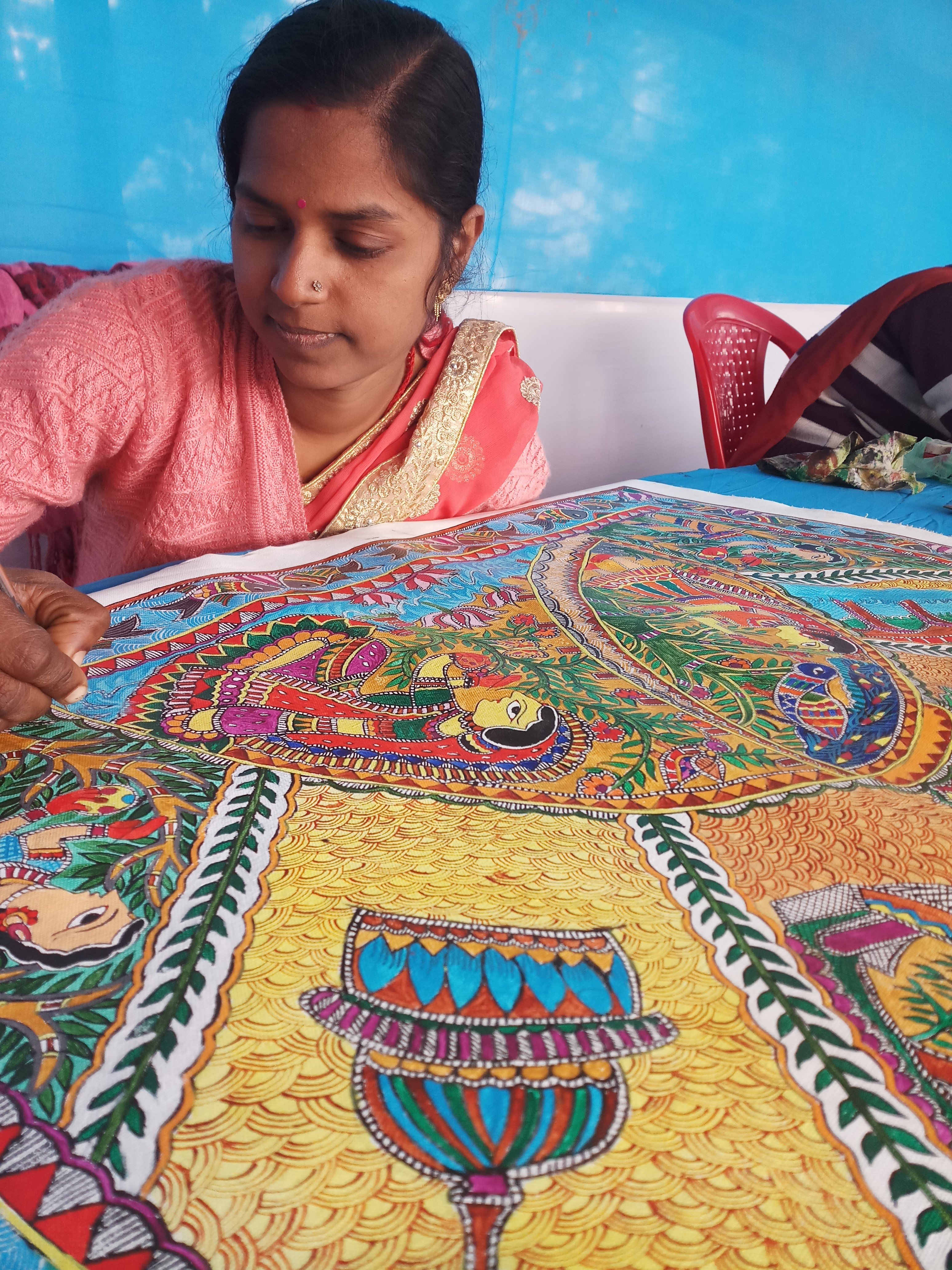

- پرونده:Madhubani mural and Terracotta figurine at Sanskriti Museum.